# Livre de Noé
Le Livre de Noé ou Livre des paroles de Noé est le nom d'un hypothétique livre pseudépigraphique vétérotestamentaire. Les spécialistes sont divisés quant à son contenu, voire sur l'existence même d'un tel document.

## Description
L'existence de ce document est hypothétique et sa reconstitution sur fonde sur des citations puisées dans d'autres ouvrages : le Livre d'Hénoch principalement, le Livre des Jubilés, une vingtaine de fragments des manuscrits de la Mer Morte provenant des grottes 1 et 4 de Qmran. Par ailleurs, le Testament des douze patriarches (18:2) fait allusion à un « livre de Noé » (biblou tou Noe) et l'Apocryphe de la Genèse décrit des éléments de la vie de Noé, ses visions, ses sacrifices, la division de la terre entre ses fils... Par ailleurs le Livre d’Asaph, un ouvrage juif médiéval, mentionne un Livre de Noé qui serait un recueil de remèdes.
Si certains chercheurs doutent de l’existence même d’un Livre de Noé, y voyant une attribution fictive de passages puisés à d’autres sources, Leonhard Rost estimait en 1976 que le Livre de Noé aurait pu voir le jour dans la région de Jérusalem au IIe siècle av. J.-C., avant la dynastie  hasmonéenne. Néanmoins, bien que le Livre de Noé soit mentionné dans quelques sources, ces références semblent refléter des traditions divergentes plutôt qu’un texte unique, rendant hypothétique l'existence d’un Livre de Noé en tant qu'œuvre distincte.